# جميلات الأوراق
جميلات الأوراق (الاسم العلمي:Calophyllacea) هي فصيلة من النباتات تتبع رتبة الملبيغيات من طائفة الوردانية.

## الأجناس
- المامي